# Wąsosz (Podlachië)
Wąsosz is een dorp in het Poolse woiwodschap Podlachië, in het district Grajewski. De plaats maakt deel uit van de gemeente Wąsosz en telt 1600 inwoners.